# Spichlerz w Niwiskach
Spichlerz w Niwiskach – zabytkowy budynek w Niwiskach wchodzący w skład zespołu dworskiego.

## Historia
Spichlerz wzniesiony został przez Johana vel Jana Hupkę w latach 1852-1853 jako część zespołu dworskiego w Niwiskach.
29 sierpnia 1978 roku obiekt wraz z całym zespołem dworskim został wpisany do rejestru zabytków pod numerem A-1154.
W 2003 roku budynek został sprzedany osobie prywatnej.

## Architektura
Pseudogotycki spichlerz murowany z cegły, dwukondygnacyjny. Wzniesiony na rzucie kwadratu i niepodpiwniczony. Na budynku znajduje się dwuspadowy dach o konstrukcji drewnianej kryty blachą. Elewacja wschodnia jest trójosiowa. Boczne ściany spichlerza zostały zakończone ścianką kolankową i częściowo zachowały się na nich dekoracje w formie fryzów z rombów wypełnionych motywem czteroliścia.